# Winterthurer Messe
Die Winterthurer Messe, auch Winti Mäss genannt, ist eine Publikumsmesse aus Winterthur. Die Messe findet jeweils Ende November/Anfangs Dezember in den Eulachhallen statt.
Die Messe wird alljährlich vom Messeveranstalter Maurer + Salzmann ausgerichtet. Die Messe dauerte Anfang des Jahrtausends noch zehn Tage und über zwei Wochenende und verzeichnete 2002 50'000 Besucher bei 280 vertretenen Ausstellern. Inzwischen wurde die Messedauer sukzessive reduziert und sie findet nun nur noch an fünf Tagen und über ein Wochenende statt. 2012 zählte die Messe bei 260 Anbieter 38'800 Besucher innert fünf Tagen. Die Messe umfasst neben klassischen Ausstellungsständen jeweils auch eine Modeschau und spezielle Anlässe wie Konzerte, zum Beispiel 2012 von der Schweizer Volksmusikgruppe Oesch’s die Dritten, dem DSDS-Sieger Luca Hänni oder vom Winterthurer Musiker M.G. Grace.
Im November/Dezember 2013 wird die 82. Ausgabe der Messe stattfinden. Die erste Ausgabe der Messe fand 1931 im Saal des ehemaligen Restaurant Platte in Veltheim statt.

## Verkehr
Während der Messe verkehrt ein spezieller Bus zwischen dem Hauptbahnhof und den Eulachhallen.